# William David Coolidge

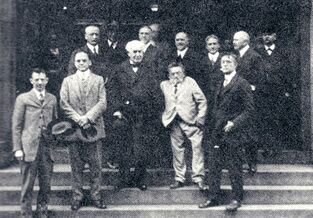
William David Coolidge (links)

William David Coolidge (Hudson (Massachusetts), 23 oktober 1873 – Schenectady (New York), 3 februari 1975) was een Amerikaans natuurkundige die belangrijke bijdragen heeft geleverd in de ontwikkeling van röntgenbuis. Hij staat ook bekend als de uitvinder van "buigbaar wolfraam" als filament in gloeilampen.

## Biografie
Coolidge was het enig kind van Albert Edward Coolidge, een schoenmaker, en Martha Alice Shattuck. Om zijn inkomen aan te vullen hield zijn vader er een kleine boerderij op na, waarop de jonge William dagelijks meehielp met het doen van klusjes. Hij kreeg zijn basisonderwijs op een klein schooltje met één leslokaal, waar een onderwijzer les gaf voor alle klassen. Fotografie werd een levenslange hobby, hij maakte zijn eigen camera’s en in de kelder van zijn ouderlijk huis was een doka ingericht.
Na het voortgezette onderwijs aan de Hudson High School studeerde hij van 1891 tot 1896 elektrotechniek aan het Massachusetts Institute of Technology (MIT) in Boston. Na zijn examen vertrok hij naar Duitsland om verder te studeren en behaalde in 1899 zijn doctoraat natuurkunde aan de Universiteit van Leipzig. Toen op een dag de beroemde professor Wilhelm Röntgen de universiteit bezocht, kreeg Coolidge de kans om met hem te spreken en was zeer onder de indruk van deze ervaring. Op dat moment wist hij het nog niet, maar zijn latere onderzoek zou van grote invloed zijn op de praktische toepassing van de door Röntgen ontdekt straling.
Hij keerde terug naar het MIT en werd er de onderzoeksassistent van Arthur A. Noyes. Vijf jaar lang werkte hij voor Noyes, waar hij onderzoek deed naar de elektrische geleidbaarheid van waterige oplossingen bij hoge temperaturen. Toen deed de oprichter van het net opgerichte General Electric Reseach Laboratorium, Willis Rodney Whitney, hem het aanbod om voor hem te gaan werken. Met de toezegging dat hij ruimte kreeg voor eigen onderzoek nam hij de baan aan en verhuisde in 1905 naar Schenectady.

## Persoonlijk
Coolidge was tweemaal getrouwd. In 1908 huwde hij Ethel Westcott Woodward, de dochter van een lokale bankdirecteur, met wie hij twee kinderen kreeg: dochter Elizabeth en zoon Lawrence David. Begin 1915 werd Ethel ernstig ziek en overleed kort daarna. Om hem en zijn moeder te helpen bij de opvoeding van zijn twee kinderen nam hij een verpleegster van het Ellis-ziekenhuis in dienst, Elizabeth MacHaffie. Een jaar na het overlijden van zijn eerste echtgenote trad hij met haar in het huwelijk. Zij overleed in 1969. Coolidge had vele hobby's, waaronder fotografie en reizen. Hij overleed thuis op 101-jarige leeftijd.

## Carrière

### Gloeilamp
Op het onderzoekslaboratorium van General Electric werd hij aangesteld om op te zoek te gaan naar betere materialen als filament in gloeilampen. Terwijl General Electric nog op grote schaal de Edison gloeilamp met de gloeidraden van koolstof fabriceerde, maakten concurrerende bedrijven in Europa al gebruik van metalen als osmium en tantalium. Deze waren niet alleen efficiënter maar konden op een hogere temperatuur werken waardoor ze een meer licht gaven.
Coolidge richtte zijn onderzoek op het metaal wolfraam, dat door het zeer hoge smeltpunt (≈3400 °C) zeer geschikt was als gloeidraad, maar door de broosheid zeer moeilijk bewerkbaar. Na vele langdurige en moeilijke experimenten lukte het hem om uiteindelijk om een buigzame wolfraam gloeidraad te maken. Door sinteren en walsen kon hij wolfraampoeder samenpersen tot een dikke draad, die vervolgens door hameren en uit te trekken steeds dunner was gemaakt. Later verklaarde Coolidge dat zijn onderzoek – dat zes jaar zou duren – vergelijkbaar was met het kraken van een slot:
Probeer een man voor te stellen die een deur wil openen die afgesloten is met een combinatieslot en vergrendeld is aan de binnenkant. Hij weet geen enkel getal van het slot en kan de deur pas openen als hij de hele code weet, en dan alleen als de deur aan de binnenkant ontgrendeld is. Daarnaast weet hij niet of een cijfer van de combinatie juist is totdat hij de complete combinatie weet. Toen we begonnen met wolfraam was dit onze uitgangssituatie.
Hoewel hij eerst nog een octrooi kreeg op deze uitvinding, werd dit later in 1927 door een rechtbank ongeldig verklaard. De reden was dat buigzaam wolfraam geen uitvinding maar een ontdekking is en dus niet octrooieerbaar.

### Röntgenbuis
Zijn tweede belangrijke uitvinding was de Coolidge-buis, een hoogvacuüm röntgenbuis met verbeterde 'hete' kathode. Met zijn eerder opgedane ervaring en kennis over de eigenschappen van wolfraam begon hij aan het onderzoek of dit metaal ook toegepast kon worden in röntgenbuizen.
Zijn wolfraamdraad bleek zeer geschikt te zijn als gloeikathode, omdat het een sterke kathodestraling opwekt via het door Edison waargenomen effect van thermionische emissie. Bij zijn werk werd hij ondersteund door vele General Electric wetenschappers, onder wie de latere nobelprijswinnaar Irving Langmuir.
Zijn röntgenbuis – waarvan het basisontwerp nog steeds in gebruik is – was een grote stap voorwaarts in de opkomende medische tak van radiologie. Met deze buis konden artsen veel betere en scherpere foto's maken dan met de bestaande gasontladingsbuizen van William Crookes. In de 15 jaren erna ontwikkelde Coolidge vele technische oplossingen in de toepassing van röntgenstralen.

### Directeur
Het ineenstorten van de financiële markten in 1929 raakt ook General Electric en in april 1932 moet Coolidge's mentor Whitney noodgedwongen terugtreden omdat hij het mentaal niet meer aankon. Op 1 november van dat jaar werd Coolidge benoemd tot directeur van het onderzoekscentrum, waar hij ondanks drastische bezuinigen de opdracht kreeg om het kenniscentrum te behouden en nieuwe innovatieve producten te bedenken. Door de aantrekkende economie begon in december 1933 zijn divisie weer te groeien.
Tijdens de Tweede Wereldoorlog (1939-1945), droeg Coolidge zijn expertise bij aan diverse oorlog gerelateerde projecten. Zo ontwikkelde hij een vacuümbuis om onderzeeboten op te sporen. Om door te blijven werken in de oorlog stelde hij zijn pensionering uit tot na 1945. Tot aan zijn overlijden op de hoge leeftijd van 101 jaar, bleef hij aan General Electric verbonden als consulent en raadgevend directeur.

## Onderscheidingen
In 1927 kreeg hij van de AIEE (nu IEEE) de prestigieuze IEEE Edison Medal "voor zijn bijdragen aan de gloeilamp verlichting en röntgenstralen", nadat hij het jaar daarvoor deze prijs nog had geweigerd. De reden was dat hij de onderscheiding zou krijgen voor zijn uitvinding van het wolfraam-filament, maar omdat zijn patent ongeldig was verklaard kon hij de onderscheiding niet in ontvangst nemen.
Daarnaast kreeg hij vele binnen- en buitenlandse prijzen, waaronder: Rumford Prijs (1914), Hughes Medal (1927), Faraday Medal (1939), Duddell Medal (1941) en de Benjamin Frankin Medal (1944). In 1975, kort voor zijn overlijden, werd hij opgenomen in de National Inventors Hall of Fame.